# エアダスター

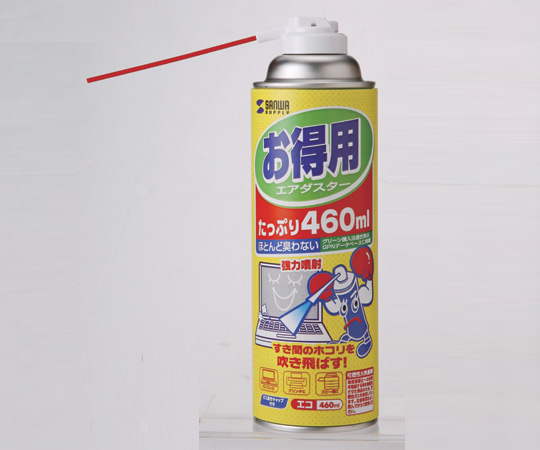
エアダスター

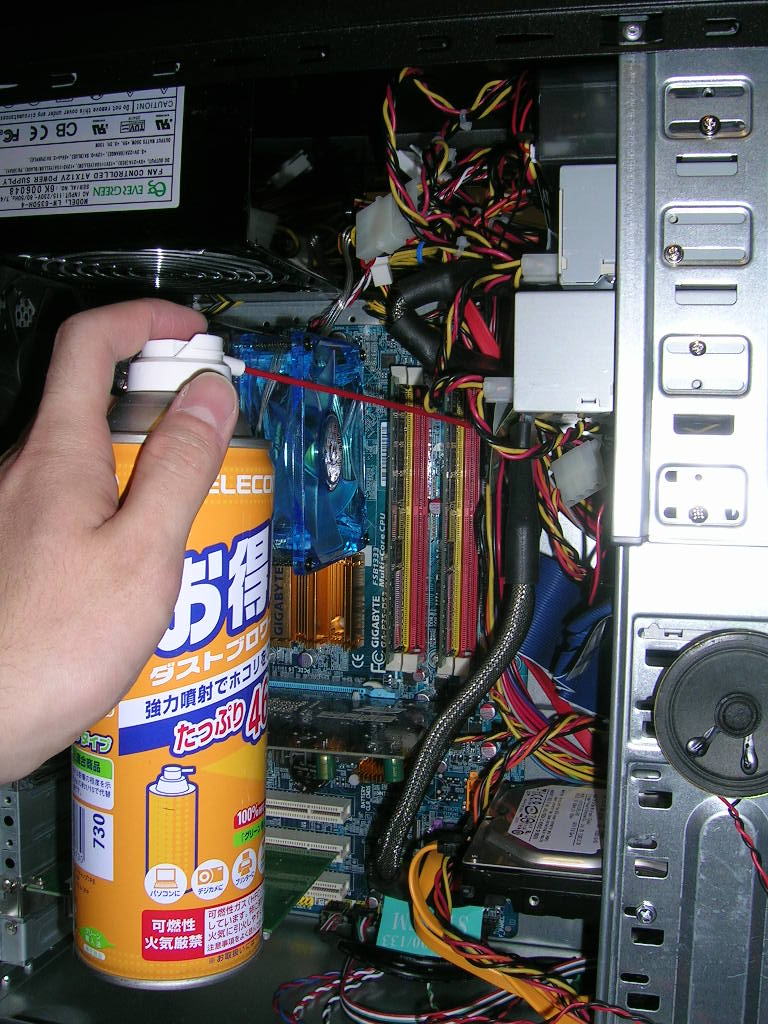
パソコン内部の清掃にエアダスターを使用している例

エアダスターは、ノズルから気体を放出し埃などを吹き飛ばす道具である。コンプレッサーによって作られた圧縮空気を放出する空圧工具や、圧縮したガスを封入した使い捨ての缶入り製品がある。圧縮空気を使うものはエアダスターガン、エアブローガンとも呼ばれ、缶入りの物はエアブロワー、ダストブロワーやダストスプレーとも呼ばれる。洗浄液などを吹き付けるスプレーとは異なり、エアダスターは気体のみを放出する。
その名称に反し、一般的なエアダスターには圧縮した空気が含まれているわけではなく、沸点が低い高圧ガス (HFC-152a (1,1-ジフルオロエタン), HFC-143a (1,1,1-トリフルオロエタン), HFC-134a (1,1,1,2-テトロフルオロエタン)など)が含まれていることが多い。

## 用途
掃除機のような道具で吸引したり、ブラシなどで払ったりといった方法が利用しにくい対象物に付着した、埃などの細かい異物を取り除く用途として作られている。エアダスターは、固定電話のボタンやパソコンのキーボードなど、ブラシなどの毛先が届かなかったり、吸引力が弱まるような細かい部分に入り込んだりした異物を飛ばす。また、対象物の表面に傷を付けたり、静電気を発生させたりすることなく異物を除去できる。一方、周囲に勢いよく異物を吹き散らしてしまうほか、粘着した汚れに対しては効果が弱いという欠点もある。
圧縮空気を用いたエアダスターは、コンプレッサーの圧縮工程で水分が凝縮してタンクに溜まり、湿度の高い空気が吐出されたり、コンプレッサーの機種によっては潤滑油が圧縮空気に混入する場合があるため、これらの付着を避ける必要がある対象物に対しては、水分や油分を除去するフィルターやオイルセパレーターが用いられる。缶やガスを消費しないため、廃棄物や大気中へのガス排出が少なく、ランニングコストが低い。
缶入りの製品は、コンプレッサーの電源や圧縮空気を送るホースなどが不要で作業できる範囲が広く、コンプレッサーなどにかかる初期費用が低い。パソコンなどの精密機器や家具などでの利用に向けて、OA機器メーカーやOAサプライメーカーなどから販売され、家電量販店やホームセンター、パソコンショップで取り扱われている。

## 缶入り製品

### 注意点
フロン、代替フロン充填製品（後述）についてはフロンガス、代替フロンガスが火気や高熱と反応してフッ化水素その他の有毒ガスを生成する危険性がある。可燃ガス充填製品（後述）については、可燃性ガスが火気や電気火花と反応して引火、爆発する危険性がある。よって、どちらの製品でも室内で使用する場合は換気を十分にし、ストーブ、ヒーター、エアコン等の使用、炊事や給湯用のガスの使用も完全に中断しなければならない。
また、可燃性ガス製品についてはガスの室内残留濃度に注意を払わないと、換気のための換気扇や扇風機などのモーター火花により引火、爆発する危険性がある。（風呂場などで爆発事故例がある）
さらに、室内にガス警報器が設置されている場合、警報器が鳴る可能性もあり、対策としては使用時に警報器をポリ袋で覆う事をガス警報器工業会は推奨している。
機器に使用する場合、滞留した可燃性ガスがスイッチ、機構やモーターなどの火花で引火、爆発する事があるので、確実に電源コンセントを抜いて放電させてから使用し、使用後も滞留ガスが十分抜け切るまで電源を繋いではならない。特にDME(ジメチルエーテル)ガスは空気より重く滞留しやすく、シュレッダーにエアダスターを使用して引火、爆発する事故がよく発生している。

### 逆さ使用
逆さにしたり傾けたりして噴射すると液化ガスが噴出されるものが多く、この液化ガスは気化熱により非常に低温となるため、凍傷や機器の破損に繋がる危険性がある。逆さにしても問題無く使用できるタイプもあり、製品の注意書きには逆さ使用の可否が記載されている。

### 仕様
缶入りエアダスターの場合、かつては高圧ガスとして代替フロンが一般的に用いられていたが、環境対策として2004年頃から徐々に地球温暖化係数が1の二酸化炭素、代替フロンよりも地球温暖化係数が低いDMEと代替フロンを混合した製品やDMEのみ使用した製品、プロパン等を使用した製品も出回っている。
DMEやプロパンなどの可燃性ガスを使用している製品には、火気と高温に注意を促す表示がされている。
フロンラベルの指定製品である。

### 主なメーカー
- エーゼット
- エレコム
- サンハヤト
- サンワサプライ
- SOFT99コーポレーション
- トラスコ中山
- ハクバ写真産業
- バッファローコクヨサプライ
- パワーアップジャパン
- プラスステーショナリー
- リーダーメディアテクノ
- ロアス

## 電動エアダスター
電動エアダスターも存在する。電動エアダスターは缶入りエアダスターより噴射口が太いため精度が低くなるものの、その弱点を風量で補っている（風量の単位はCFM）。

### 主なブランド
- XPOWER[3]（XPOWER Manufacture製）
- DataVac[3]（MetroVac製）
- CompuCleaner[3]（EasyGo Products製）
- マキタ
- HiKOKI